# ثقافة كازاخستان

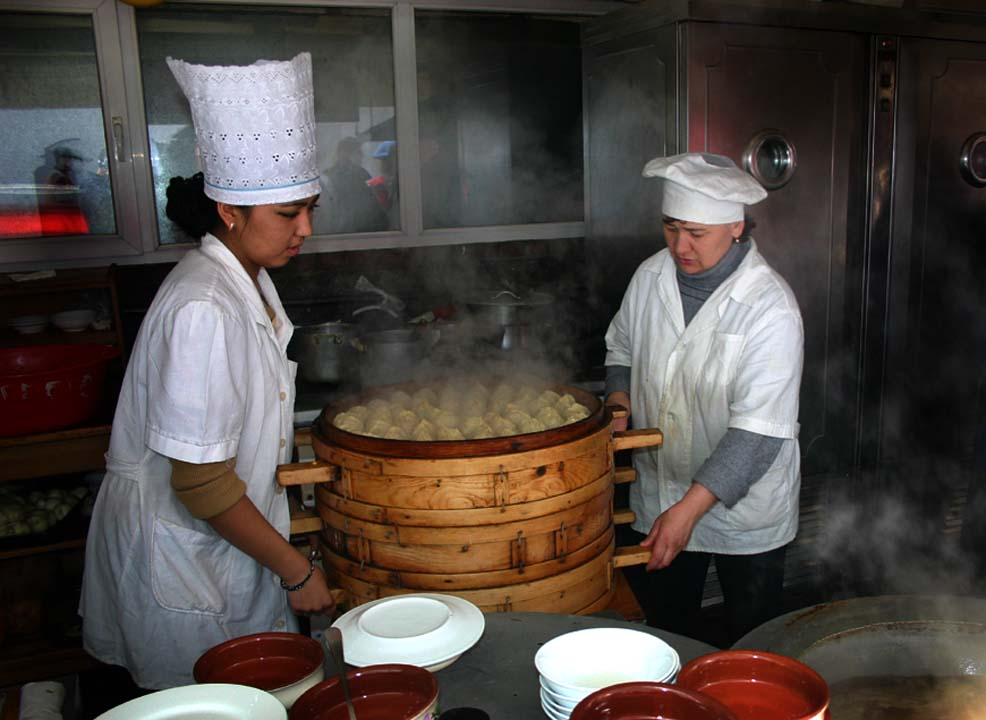

تتميز كازاخستان بثقافة مميزة تقوم على الاقتصاد الرعوي البدوي للسكان. استمر استقدام دين الإسلام في كازاخستان بين القرنين السابع والثاني عشر ميلادية. إلى جانب لحم الضأن، تمتلك العديد من الأطعمة التقليدية الأخرى قيمة رمزية في الثقافة الكازاخستانية. تتأثر الثقافة الكازاخستانية إلى حد كبير بأسلوب حياة البدو الأتراك. يبدو من الجليّ تأثر الثقافة الكازاخستانية بشدة بالبدو السكوثيين.
نظرًا لأن تربية الحيوانات كانت تشكل أهمية مركزية في الحياة التقليدية للكازاخستانيين، فإن أغلب ممارساتهم وعاداتهم البدوية ترتبط بشكل ما بالثروة الحيوانية. إذ كانت تستدعي اللعنات والبركات التقليدية إما المرض أو الخصوبة بين الحيوانات، وكان تقتضي العادات الحميدة أن يسأل المرء أولًا عن صحة الماشية لدى الشخص المقابل عند تحيته، وبعد ذلك فقط يسأل عن الجوانب الإنسانية الأخرى في حياته.
المسكن التقليدي للكازاخستانيين هو اليورت، وهو خيمة تتألف من إطار مرن من خشب الصفصاف المغطى بطبقات مختلفة السماكة من قماش اللباد. تسمح القمة المفتوحة لليورت للدخان القادم من الموقد الموجود في مركز الخيمة بالهروب؛ يمكن التحكم في درجة الحرارة والنفس الهوائي عبر رفراف يزيد أو يقلل من حجم الفتحة. يمكن تعديل درجة حرارة اليورت المبني بشكل جيد ليصبح معتدل الحرارة في الصيف ودافئًا في الشتاء، ويمكن تفكيكه وإعادة هيكلته في أقل من ساعة. يتسم تصميم اليورت من الداخل بدلالة عشائرية؛ إذ عادة ما يكون القسم اليمين منه مخصصًا للرجال واليسار للنساء. كثيرًا ما يُستخدم اليورت كفكرة ديكورية سواء في المطاعم أو غيرها من المباني العامة.

## التأثيرات الحديثة
تتمتع كازاخستان اليوم بثقافة زاخرة حديثة ازدهرت في عصر ما بعد الاتحاد السوفييتي. امتزج نمط الحياة الكازاخستاني التقليدي مع التأثيرات القادمة من المجتمعات الغربية، فضلًا عن التأثيرات من جيران كازاخستان من روسيا والصين.

## الدين
يشكل الإسلام الدين الأكثر انتشارًا في كازخستان، تليه المسيحية الأرثوذكسية الروسية. وفقًا للتقاليد، فإن الكازاخستانيون مسلمون سنة، والروس أرثوذكس روس. يعتنق تقريبًا 70% من السكان دين الإسلام. الغالبية هم من الطائفة السنية التي تتبع المدرسة الحنفية، بمن فيهم الكازاخستانيون العرقيون الذين يشكلون نحو 60% من السكان، وكذلك من هم من أصل أوزبكي، والإيغور، والتتار. أقل من 25% من السكان هم من الروس الأرثوذكس، بما في ذلك من هم من أصل روسي وأوكراني وبيلاروسي. من بين الجماعات الدينية الأخرى اليهودية، والبهائية، وحركة هاري كريشنا، والبوذية، وكنيسة يسوع المسيح لقديسي الأيام الأخيرة.

## المطبخ
تركّز الأطباق الكازاخستانية التقليدية حول لحم الخروف ولحم الخيل، فضلا عن مجموعة متنوعة من منتجات الألبان. لمئات السنين، كان الكازاخستانيون رعاة يربون أغنام مليئة بالدهن، وجمال ذو سنامين، وأحصنة، يعتمدون على هذه الحيوانات في النقل، والملابس، والغذاء. وتأثرت أساليب الطبخ والمكونات الرئيسية بشدة بطريقة حياة البدو في البلاد. على سبيل المثال، تهدف أغلب تقنيات الطبخ إلى الحفاظ على الطعام في لوقت طويل. هناك ممارسة كبيرة في التمليح والتجفيف بحيث يبقى الطعام محفوظًا، وهناك تفضيل للحليب الحامض، إذ من السهل حفظه بالنسبة لنمط الحياة البدوي.
في السنوات الأخيرة، تدفق الطهاة الكازاخستانيون المستغربون إلى قلب العاصمة الكازاخستانية نور سلطان، بمن فيهم رانيا أحمد المشهورة والتي أمضت سنوات التدريب الأولى لها في مطاعم «ميشلين ستار» غرب لندن. نتج عن ذلك أصناف جديدة من الأطباق الكازاخستانية التي تجمع بين الأطباق الكازاخستانية التقليدية والوجبات السريعة الأوروبية، مثل البيتينانبويب، والذي حصد شعبية واسعة بين الأجيال الشابة.